# L'incubo di Slappy
L'incubo di Slappy (Slappy's Nightmare) è l'ottantacinquesimo libro della serie horror per ragazzi Piccoli brividi, scritta da R. L. Stine.
Questo libro è indirettamente collegato alla saga del fantoccio Slappy, essendo scollegato dalle vicende dei precedenti romanzi. Questo é un'interessante continuazione de Il pupazzo parlante. 

## Trama
Dopo l'ennesimo spettacolo rovinato dagli insulti crudeli di Slappy, il ventriloquo Jimmy O'James si procura dallo stesso mago malvagio che ha costruito Slappy un altro pupazzo da ventriloquo chiamato Wally e dice al pupazzo parlante di aver imparato dal mago come trasferire la sua anima maligna nel corpo di Wally. Questa notizia turba profondamente Slappy, che furioso si avventa su Wally e gli strappa la testa dal corpo, per poi assalire lo stesso Jimmy. Improvvisamente i due vengono interrotti da Georgia e Stella Boonshoft. Jimmy ne approfitta per tirare un sortilegio a Slappy, dicendogli che se entro una settimana non commette tre buone azioni, morirà.
Jimmy così regala Slappy alle sorelle Boonshoft, dicendo al pupazzo che lo avrebbe tenuto d'occhio circa le tre buone azioni che deve compiere per salvarsi. Slappy pensa allora come prima buona azione di riordinare la camera di Georgia mentre questa dorme. Al suo risveglio però, Slappy scopre con sgomento che qualcuno ha rovinato il suo sforzo. Georgia furiosa accusa Stella di aver scompigliato la sua camera, attaccando un litigio. Slappy crede la stessa cosa così, non appena Georgia è assente, egli si rivela vivo a Stella e la minaccia duramente di farle del male se oserà rovinare di nuovo le sue buone azioni. Terrorizzata dal pupazzo, Stella corre dalla madre per raccontarle tutto e così Slappy pensa di dover uccidere tutta la famiglia Boonshoft per non far rivelare il suo segreto, ma per fortuna nessuno crede alle parole di Stella.
Più avanti, dopo il tragico incidente con la povera ragazza disabile Maggie Karmer, Stella afferma che è stato il pupazzo Slappy a farlo dicendo che lei non è così poco cauta. Furioso nei confronti di Stella, Slappy si promette di ucciderla. Di sera infatti, Slappy si reca nella camera di Stella per assassinarla, per poi però ricevere un improvviso contro-attacco da parte della ragazza, che lo fa a pezzi senza pietà a colpi di ascia. Slappy improvvisamente si risveglia rendendosi conto di aver solo avuto un incubo.
Fortunatamente, il giorno seguente, Slappy viene allontanato dall'imponente Stella quando Georgia lo porta via con sé mentre va a fare da baby-sitter al piccolo Robbie. Di sera, mentre Georgia dorme, Slappy viene svegliato da dei rantoli provenienti dalla culla di Robbie. Slappy si alza e raggiunge la culla scoprendo che il neonato sta soffocando per via della coperta attorcigliata sul suo collo, così il pupazzo decide di salvarlo considerando che questa sarebbe una buona azione. Sfortunatamente, la mattina seguente i genitori di Robbie tornano a casa e scoprono con orrore che il bambino è pericolosamente appeso tra le tende. Slappy pensa che è stata di nuovo Stella, e sebbene ammiri la sua malvagità, non capisce come mai lei stia facendo di tutto per rovinare la sua missione. Decide che deve assolutamente sbarazzarsi di Stella una volta per tutte, così che le sue buone azioni non vengano rovinate di nuovo.
Di notte così Slappy si reca da Stella, che però scatta una fotografia per provare alla famiglia che lui è vivo e poi si avventa sul pupazzo. La lotta viene interrotta da Georgia e la madre, che propone di rinchiudere il pupazzo nell'armadio per evitare altro astio tra Stella e Georgia, ma la ragazza rifiuta dicendo che ha bisogno del pupazzo per un numero da ventriloquo che deve fare a scuola l'indomani.
Mentre si esibisce ai suoi compagni di scuola durante la pausa-pranzo, Slappy scorge tra le teste dei ragazzi qualcuno da dietro che indossa lo stesso cappello viola di Stella. Paonazzo dall'idea che la ragazza stia di nuovo tentando di rovinargli l'immagine, Slappy impazzisce, si libera dalla presa di Georgia e si mette a inseguire Stella, mentre i ragazzi presenti corrono via terrorizzati alla vista del pupazzo vivente. Slappy raggiunge l'individuo col cappello viola nella cucina della mensa, scoprendo con orrore che è Wally! I due pupazzi così si confrontano faccia a faccia, e Wally ammette di essere lui il vero colpevole delle sue buone azioni rovinate, per poi ingaggiare un feroce combattimento contro Slappy. Lo scontro viene interrotto da Georgia, che afferra entrambi i pupazzi, li trascina fuori dalla cucina e li butta entrambi in un compattatore dei rifiuti.
Slappy improvvisamente si ritrova nel camerino con Jimmy O'James rendendosi conto di essersi risvegliato da un brutto incubo. Quando inaspettatamente Jimmy O'James tira fuori Wally da un pacco appena ricevuto, e dopo aver detto a Slappy che gli incubi possono avverarsi, si mette a recitare la formula per maledirlo.

## Edizioni
- R. L. Stine, L'incubo di Slappy, traduzione di Cristina Scalabrini, collana Piccoli brividi, Arnoldo Mondadori Editore, 2001,  p. 138, ISBN 88-04-49817-X.